# Oktreotyd
Oktreotyd (łac. Octreotidum) – organiczny związek chemiczny, syntetyczny, cykliczny oktapeptyd wykazujący właściwości zbliżone do somatostatyny. Ma dłuższy niż somatostatyna czas działania i jest silniejszym inhibitorem hormonu wzrostu (somatotropiny), glukagonu i insuliny niż ten naturalny hormon. Oktreotyd podaje się przed operacyjnym leczeniem hormonalnie czynnych gruczolaków przysadki u pacjentów z akromegalią. Razem z innymi analogami somatostatyny jest stosowany w przypadku przeciwwskazań do leczenia operacyjnego akromegalii. Analogi somatostatyny stosuje się w objawowym leczeniu guzów neuroendokrynnych przewodu pokarmowego.

## Działanie
Oktreotyd wykazuje właściwości zbliżone do somatostatyny. Hamuje działanie hormonu wzrostu i odpowiedź LH na stymulacyjne działanie GnRH. Hamuje wydzielanie TSH. Powoduje zmniejszenie perfuzji krezkowej i wrotnej. Hamuje wydzielanie serotoniny i peptydów żołądkowo-jelitowo-trzustkowych (gastryny, motyliny, sekretyny, VIP, polipeptydu trzustkowego, glukagonu i insuliny).

## Wskazania
- Leczenie akromegalii w przypadku przeciwwskazań do leczenia operacyjnego, radiologicznego lub farmakologicznego z zastosowaniem agonistów dopaminy. Lek powoduje zmniejszenie stężenia hormonu wzrostu i (lub) IGF-1 (somatomedyny C) w osoczu, zmniejszając nasilenie objawów choroby. Oktreotyd albo inne analogi somatostatyny podaje się pacjentom z akromegalią przed planowaną operacją na przysadce; pozwala to na zmniejszenie guza i zmianę jego konsystencji.
- Objawowe leczenie hormonalnie czynnych guzów przewodu pokarmowego. W rakowiaku stosowanie oktreotydu może łagodzić objawy flushingu (zaburzenia naczynioruchowe skóry twarzy i górnej części ciała) oraz biegunki (spowodowane nadmiernym wydzielaniem hormonów, zwłaszcza serotoniny). U pacjentów z zespołem Vernera-Morrisona oktreotyd prowadzi do zmniejszenia stężenia VIP, łagodzi nasilenie biegunek i pomaga uzyskać równowagę elektrolitową. W przypadkach glukagonoma podawanie analogów somatostatyny zmniejsza stężenie glukagonu.
- Oporne na leczenie biegunki u chorych na AIDS.
- Zapobieganie powikłaniom po operacji trzustki.

Proponowano podawanie oktreotydu w terapii bólu u pacjentów z przewlekłym zapaleniem trzustki. Podanie oktreotydu może zmniejszyć krwawienie z żylaków przełyku.
- Opisano także skuteczne działanie analgetyczne (centralne) oktreotydu w terapii przewlekłych bólów w przebiegu chorób nowotworowych i nienowotworowych, opornych na inne metody leczenia przeciwbólowego.

Analogi somatostatyny (oktreotyd, lanreotyd) znakowane izotopami indu 111In i technetu 99Tc są podstawą metody diagnostycznej znanej jako scyntygrafia receptorowa. Analogi somatostatyny znakowane innymi radioizotopami stosowane są również w leczeniu nowotworów wykazujących ekspresję receptorów somatostatynowych – tę metodę leczniczą określa się jako celowaną radioterapię analogami somatostatyny.

## Przeciwwskazania
Nadwrażliwość na lek jest przeciwwskazaniem bezwzględnym. Należy zachować szczególną ostrożność w przypadkach insulinoma, ze względu na ryzyko nasilenia hipoglikemii po podaniu oktreotydu.

## Interakcje
U chorych na cukrzycę oktreotyd zmniejsza zapotrzebowanie na insulinę i doustne leki przeciwcukrzycowe. Lek opóźnia wchłanianie cymetydyny i cyklosporyny. Stosowanie oktreotydu może wymagać korekty dawkowania jednocześnie stosowanych leków: beta-adrenolityków, antagonistów wapnia i leków mających wpływ na gospodarkę elektrolitową.

## Działania niepożądane
- kamica żółciowa (konieczność okresowych badań USG pęcherzyka żółciowego)
- zaburzenia rytmu serca (bradykardia, zaburzenia przewodnictwa sercowego, zaburzenia rytmu)
- zaburzenia czynności układu pokarmowego (biegunki, nudności, wymioty, abdominalgia, krwawienie z przewodu pokarmowego, zgaga)
- zaburzenia glikemii
- zaburzenia czynności wątroby (żółtaczka, zwiększona aktywność aminotransferaz, zapalenie wątroby)
- niedoczynność tarczycy (konieczność monitorowania hormonów tarczycy u pacjentów leczonych oktreotydem)
- ból w miejscu podania
- reakcje skórne (ścieńczenie, świąd lub złuszczanie skóry), wypadanie włosów.

## Stosowanie w ciąży i laktacji
Kategoria B. Zaleca się szczególną ostrożność w okresie laktacji.

## Preparaty
- Sandostatin – 0,05 mg/ml lub 0,1mg/ml; 1 lub 5 ampułek po 1ml
- Sandostatin – 0,2mg/ml; 1 lub 5 fiolek po 5ml
- Sandostatin Lar – proszek i rozpuszczalnik do sporządzania zawiesiny do wstrzykiwań; 10mg, 20mg lub 30mg